# Ravenland
Ravenland é uma banda brasileira de metal gótico formada em 1996 na cidade de Mossoró-RN, pelo vocalista Brasiliense Dewindson Wolfheart.

## Biografia
Sua primeira formação era completada pelo Mossoroense Clécio Christian (baixo e backing vocal), e os dois Paulistanos André Cardoso (guitarras) e Alexandre Brito (bateria). Logo gravaram sua primeira demo de forma independente e em seu próprio estúdio, lançada em outubro de 1998 com o título de October of 1998. Obtendo grande recepção da mídia impressa e boa repercussão em zines e revistas do Brasil e exterior.
Após inúmeros shows e participações em festivais pelo Nordeste do Brasil, conseguiram então um contrato em 1999 com uma gravadora nacional, a Moonshadow Productions, para a gravação e lançamento do seu primeiro CD intitulado After the Sun Hides. Ainda durante a pré-produção do disco, o guitarrista André Cardoso deixou a banda, voltando a morar em São Paulo. Logo após as gravações da bateria, Alexandre Brito deixou a Ravenland e se juntou à banda de Thrash Metal Andralls, voltando a morar em São Paulo, sendo substituído por Rudrigo Abelardo. Quem ficou responsável pelas guitarras do disco foi Heli Carlos Herrera, e junto a ele, Geffson Freire (Amemkharis). Além dos dois guitarristas, foi adicionada à banda Dora Bessa nos teclados e backing vocais. Juntos vieram a gravar também a participação da banda no CD tributo ao grupo grego Rottting Christ em 2003, com uma versão para "Among Two Storms".
Em 2003, após mudanças na formação e o fechamento da gravadora Moonshadow Records, o vocalista Dewindson Wolfheart resolveu desativar a banda e foi morar na capital do Ceará, Fortaleza. A Ravenland ficou inativa entre os anos de 2003 a 2005. Durante esse curto período Dewindson foi convidado a fazer parte de outros projetos como baixista e backing vocal da banda Thiphareth, onde conheceu a violinista Camilla Franklin. Além deste projeto, Dewindson Wolfheart foi convidado e passou a integrar outra grande banda de Doom Metal, a Pantáculo Místico, mas ainda em Maio de 2005, recebeu um convite inesperado do seu ex-baterista Alexandre Brito "Xandão", para assumir o posto de frontman da banda paulistana Andralls, substituindo por um curto período de meses o vocalista Alex Coelho, assim, Dewindson Wolfheart se muda para a cidade de São Paulo e volta a tocar junto com Alexandre Brito, com intuito de cumprir algumas datas da banda Thrash, como uma apresentação ao vivo na MTV, uma tour Sul-Americana, uma tour Européia, mas logo após três meses Dewindson deixa a banda para o retorno do Alex Coelho, e resolve assim iniciar um novo projeto, seguindo a linha Gothic Metal, qual era sua maior influência.
Ainda em 2005, Camilla Raven se muda para São Paulo e convence Dewindson Wolfheart a reativar a Ravenland. Assim o fazem com uma nova formação: Banes Oliver nas guitarras, João Cruz no baixo e Rick Barrocks na bateria, e então lançam de forma independente o single "Black" (2006), que teve a música "Velvet Dreams" tocada em rádios do Japão e Portugal. Logo após alguns shows e a gravação do single, Rick Barrocks deixa a banda.
Após inúmeros shows no eixo Sul e Sudeste do país, a Ravenland, em parceria com o baterista Ricardo Confessori (Angra/Shaman/ex-Korzus) lançaram o EP "Back" por meio do selo Armadillo Records, e o baterista Ariel Bedtche se junta a banda para a tour que resultou em um contrato com a gravadora Free Mind Records, para a gravação e lançamento do seu segundo CD. 
Intitulado ...And a Crow Brings me Back, o segundo CD da Ravenland conta com 14 faixas, nas quais Ricardo Confessori, além de produzir, atuou ainda como baterista do disco. O álbum traz  a participação especial do guitarrista norueguês Tommy Lindall (ex-Theatre of Tragedy) em duas faixas escolhidas por ele mesmo. Além disso o disco foi finalizado na Alemanha pelo famoso produtor Waldemar Sorychta (Moonspell, Sentenced, Samael, Lacuna Coil, Therion, Flowing Tears, ReVamp). A arte da capa do disco foi desenvolvida pelo grandioso artista gráfico Gustavo Sazes, qual a revista Roadie Crew o elegeu como uma das capas mais belas de 2010.
A música "Soulmoon" foi a escolhida pelas rádios espalhadas pelo mundo, dentre elas rádios dos EUA, Alemanha, Portugal, Inglaterra, México, Japão, e outros países, aproveitando o "boom" da internet, a banda conseguiu divulgar sua música como nunca através de redes sociais como MySpace e Orkut, além de participações em diversos programas de TV e Rádio Web.
Para completar o ótimo pacote, a banda gravou seu primeiro vídeo clipe em um castelinho abandonado no centro de São Paulo, que envolvia uma história verídica de amor e morte, além de ser descrito pela população local como assombrado, trás a bela arquitetura Francesa. A música escolhida foi "End of Light". O vídeo clipe foi lançado com exclusividade pela MTV e permaneceu na programação da mesma por pouco mais de dois anos, além deste canal de TV, outros como a TV Multishow, TV Cultura, Rede TV, Rede NGT e programas respeitados como o Stay Heavy e Metalsplash exibiram por diversas vezes o vídeo clipe da Ravenland.
Após uma imensa tour para divulgação do novo disco que durou de 2010 a 2013, qual envolveu diversos estados do imenso Brasil, tocando em grandes festivais e ao lado de bandas brasileiras de renome, assim como dividindo o palco com ícones mundiais do Gothic Metal como Theatre of Tragedy, Anneke (ex-The Gathering), Danny Cavanagh (Anathema), Pain, Sirenia, Theatre des Vampires, Das Ich, Trisomie 21, Moonspell, Tiamat e outros, a banda veio a encerrar sua tour e após algumas alterações em sua formação como a saída da Camilla para abandonar a música. A rápida passagem das vocalistas Tatiana Berke e Juliana Rossi, que dividiram os vocais com Dewindson Wolfheart entre 2011 até Fevereiro de 2013 respectivamente, nos EPs "Memories" de 2011 e "Nevermore" de 2012, lançados pela gravadora inglesa Ravenheart Music. Após o lançamento do EP Nevermore, com a banda já finalizando a produção de um novo disco com 10 músicas, Banes Oliver inicia uma banda cantando em Português junto com a Juliana e o baterista Fernando Tropz, deixando assim a Ravenland e Dewindson Wolfhear com João Cruz. Reiniciam do zero todo o projeto para um novo álbum e nova formação. 
Ainda em 2013, após alguns meses, Dewindson Wolfheart anunciou os novos integrantes; Victor Angellis na bateria, Renato Regginii nas Guitarras, o Finlandês Timo Karkoski nas guitarras e o baixista/tecladista Rafael Agostino, pois João Cruz decidiu se concentrar somente em seu estúdio como produtor, além deles, Dewindson seguiu a indicação de um amigo para Rafaela Vilella como Ravenna, personagem criada para fazer as partes de vocais femininos da banda. Com essa line-up, no dia 11 de dezmebro de 2013 a Ravenland lança o single "Poisoned" através da Rádio 106. 0 FM Antena Minho de Portugal no programa SOS Metal Radio Show, com uma entrevista ao vivo e exclusiva do vocalista Dewindson Wolfheart, para Filipe Marta MJ Imperatore, com transmissão para Portugal, Espanha, Itália, França e Alemanha via Antena Minho, além de broadcast via Web para o mundo inteiro reprisado na semana seguinte.
Em 2014 a banda lançou o EP "Poisoned" de forma física e independente, na sequência devido a outros compromissos com o Armored Dawn, o guitarrista finlandês Timo deixa a Ravenland, que promove Rafael Agostino a Guitarrista/Tecladista. Na sequência a banda recebe o convite para participar do Tributo a banda Portuguesa e uma de suas maiores influencias, o Moonspell, regravando a música "Magdalene", com participações especiais da Percussionista Oriental Brasiliense Bety Vinyl e a vocalista Naiça Boilan, que gravou algumas partes da música em hebraico. Ainda em 2014 a Ravenland fechou parceria com o selo Rising Records para o futuro lançamento da coletânea "Ravensongs for the Ravenhearts", na qual reunia os EPs "Black" 2006, "Back" 2008, "Memories" 2011, "Nevermore", 2012, mais algumas músicas do CD "And a crow brings me back"; uma faixa inédita da época da Camilla, e o cover de "Among two Storms", gravados para o tributo ao Rotting Christ. Logo em seguida Victor Angellis deixa a banda.
Iniciando 2015 a Ravenland anunciou o retorno do baterista Fernando Tropz, adicionando Fábio Carito (Warrel Danne/Confessori) como baixista, e seguem com as gravações do novo álbum, intitulado "when the nigth falls within us". Além do novo álbum sendo finalizado durante o inverno de 2015, a banda grava também seu segundo vídeo clipe para a música "The last waltz", com uma produção e locação realizada e escolhida pelo guitarrista e tecladista da banda, Rafael Agostino.
Completando 18 anos de carreira, a Ravenland vinha firmando seu nome como o maior representante do Gothic Metal nacional (de acordo com o maior portal de Metal da América Latina - Whiplash.net e a revista Roadie Crew), sendo a primeira banda brasileira do estilo a ter um vídeo clipe veiculado na MTV, a primeira do estilo a ser capa e poster de uma revista de Rock Metal Nacional, a revista 77, além de realmente ser uma das primeiras do estilo Gothic Metal feito no Brasil.
Em Dezembro de 2015, após seu último show em Sorocaba-SP, Rafael Agostino anunciou sua saída da banda devido a agenda com o Armored Dawn, além de Renato Reggini também deixar a banda por motivos pessoais, então D. Wolfheart colocou a banda em um novo hiato.
No ano seguinte 2016, seu fundador e vocalista, Dewindson Wolfheart, decidiu dar continuidade a saga da banda Ravenland, mas de forma diferente, quase como uma carreira solo. Uma ideia que surgiu no ano anterior enquanto ainda estava com a formação anterior, após um convite feito por um selo Alemão para participar de um tributo, qual seria lançado na Europa em Vinil duplo homenageando Quorton (Bathory); convite feito inicialmente a banda Ravenland, mas devido a falta de tempo dos outros membros da Ravenland envolvidos em outros projetos pessoais, Dewindson Wolfheart resolveu convidar um grande amigo quem também era fã do BATHORY, o lendário guitarrista Fábio Jhasko, ex-(Sarcófago), quem além das guitarras, gravaria também os violinos; junto com a violoncelista convidada Muriel (Cielinszka Wielewski). A faixa "The Ravens" foi escolhida por motivos óbvios. Após finalizada, no momento de enviar a música pra a gravadora, Wolfheart perguntou ao Jhasko; "...e então, sob qual nome devo enviar nosso projeto para essa música? Wolfheart & Jhasko?" e o Fábio Jhasko respondeu; "Não! Coloca somente Wolfheart". Desta forma, não aceitando muito colocar somente o nome "Wolfheart" no projeto, até porque já existia um "Wolfheart" da Finlândia, então Dewindson Wolfheart batizou o projeto como "Wolfheart and the Ravens", primeiro pela faixa do BATHORY gravada com o mesmo nome, segundo por motivos óbvios quais ligavam ao nome RAVENLAND, e visto que seria ele e seus amigos como convidados, considerados de forma especial como "Ravens", além de marcar um novo  início para tudo, gravando a faixa "The Ravens" do BATHORY, foi algo considerado por Dewindson como um processo muito tranquilo e divertido, a forma de simplesmente reunir grandes amigos, gravar algo e marcar um momento especial para ambos, sem o compromisso qual uma banda demanda aos músicos e expectativas que são criadas em torno disso para shows ou ensaios, coisa que o Dewindson Wolfheart considerava não fazer mais... Com isso, a intenção não seria ter mais banda, mas fazer como um projeto solo, sempre com convidados e amigos especiais.
Sendo assim, na data de seu aniversário, 05 de Fevereiro de 2016, Dewindson lançou na Europa o primeiro single chamado "From ashes (Ravphenix)" através da rádio número 1 de Portugal SOS Metal Radio Show, seguido de uma entrevista, ouvida em Portugal, Espanha, França, Itália, Alemanha e Canadá, além de via streaming na internet, obtendo uma ótima repercussão. Em composição, mais uma vez a parceria com Marcelo Varge (o mesmo da Poisoned), e em estúdio, contou com o seu ex-Ravenland Rafael Agostino. Já nos vocais femininos, teve a participação especial da Beta Raucci. 
Alguns meses depois, lançou o single "The dead Queen (Inês)", composição feita em parceria com o Thiago Andúcias (ex-Nervochaos). No mesmo ano, após a boa repercussão dos dois singles, vieram convites para tocar em Festivais pelo país. Wolfheart decidiu formar então uma nova banda para os shows, assim, convidou amigos especiais, dentre eles o guitarrista alemão Andreas Dehn (ex-Kamala), Rafaela Redbass no baixo, inicialmente com os ex-Ravenland - Fernando Tropz na bateria, e Rafaela Villela Ravenna nos vocais. Em alguns desses shows o baterista Maicon Phantons e a vocalista Beta Raucci, ambos da banda The Phantons of the Midnight participaram da Wolfheart and the Ravens, e D. Wolfheart até gravou a faixa "Midnight", nessa parceria com a banda The Phantons of The Midnight. Assim participaram de alguns grandes festivais no Brasil como headliner e outros como parte do Line-up, festivais como o FMB em Brasília-DF, o 15º Encontro Nacional de Motociclismo em Jandira-SP, a Expomusic no Anhembi em São Paulo-SP. O resultado disso pode ser visto no vídeo clipe oficial da música "Ravphenix - From ashes", disponível no Youtube, filmado e editado pelo ex-Ravenland /Armored Dawn - Rafael Agostino, quem ainda em parceria com o D. Wolfheart, lançaram um tributo ao King Diamond, regravando a faixa "The Eye of the witch".
Em 2017 a Wolfheart and The Ravens recebeu dois convites especiais, o primeiro vindo do Vocalista Fernando Ribeiro, da banda Portuguesa Moonspell, quem fez o convite a Dewindson Wolfheart para abrir o show em São Paulo, da Tour de 25 anos de carreira do Moonspell, mas acabou se estendendo para outras cidades como Limeira-SP, Rio de Janeiro-RJ, Recife-PE e Fortaleza-CE. Devido a outros compromissos pessoais, Fernando Tropz deixou a banda, sendo substituído de última hora pelo baterista Ricardo Menezes (ex-Pettalom). Infelizmente a tour foi cancelada pelos Moonspell devido ao não cumprimento de contrato pela produtora Kronos. O outro convite especial veio do Festival Medieval Internacional, no qual incluia Wolfheart and The Ravens tocar em Brasília-DF como banda convidada pelos Noruegueses do Wardruna (responsável pela trilha sonora do seriado Vikings da HBO). Além de novas composições, algumas das composições antigas da Ravenland escritas por Dewindson Wolfheart em parceria com seus ex-integrantes e alguns hits principais como a Soulmoon, Memories, Nevermore e Poisoned são incluídas no setlist da Wolfheart and the Ravens.  
Em 2018, a banda foi convidada a participar de mais um tributo na Europa, desta vez com diversas bandas de Metal de outros países, tocando clássicos do Roxette. O tributo foi intitulado "Listen to your Metal Heart" , idealizado e produzido pela sua nova gravadora Russa GS Productions. Além do tributo ao Roxette, outros lançamentos como a coletânea "Ravensongs for the Ravenhearts" do Ravenland, e a coletânea do Wolfheart and the Ravens "from ashes" foram disponibilizados na Europa pelo Selo em formato digipack. Ainda ao final do ano, a Wolfheart and The Ravens, veio firmar a parceria com Dan Werneck, oficializando ele na banda como baterista, visto que ele já havia gravado as baterias da música para o tributo ao Roxette, assim como também produzido, mixado e masterizado. Sua estreia foi em um show da banda no Festival da rádio Portuguesa SOS Metal Radio Show.
Em 2019 a banda adiciona mais um guitarrista, Marcos Áquila, tanto para aumentar o peso na banda ao vivo quanto para poder agilizar o processo de composição de um novo disco/EP/Single devido a logística de ensaios e gravações, visto que o Andreas Dehn mora em Campinas-SP. Novamente a banda vem a ser convidada para outro tributo, ainda pela gravadora Russa, reunindo diversas bandas de países diferentes homenageando os Dead Can Dance. Novamente a produção ficou a cargo do baterista da banda, Dan Werneck. Além dos shows triviais e participações como no Bonadia Festival, a banda veio a ser convidada para tocar junto aos Austríacos do Visions of Atlantis, sendo assim o primeiro show marcado para 2020.

## Integrantes

### Formação atual como Wolfheart and the Ravens
- Dewindson Wolfheart – vocais (1996 - atual)
- Andreas Dehn - Guitarra (2016 - atual)
- Marcos Áquila - Guitarra ( 2019 - atual)
- Rafaela Redbass - Baixo (2016 - atual)
- Rafaela Villela - Backing Vocal (2013 - 2021)
- Dan Werneck - Bateria (2017 - atual)

### Última formação como Ravenland
- Dewindson Wolfheart – vocais (1996 - atual)
- Renato Reggini – guitarra ( 2013 - 2016)
- Rafael Agostino – guitarra, teclado ( 2013-2016)
- Fábio Carito - Baixo (2015 - 2016)
- Fernando Tropz  – bateria ( 2008 - 2016)

### Ex-membros
- Ricardo Menezes (2017 - 2018)
- Vitor Angellis - bateria (de 2013 - 2014)
- Timo Kaarkoski – guitarra (de 2013 - 2014)
- João Cruz – baixo, teclado, vocais (2006–2013)
- Albanes Gonçalves – guitarra (2006–2012)
- Juliana Rossi – vocais (2011–2012)
- Tatiana Berke – vocais (2011)
- Camilla Raven – vocais, teclado, violino (2006–2010)
- Ariel Bedtche – bateria (2007–2008)
- Rick Barrok's – bateria (2006–2007)
- Dora Bessa – teclado, vocais (1999–2003)
- Helli carlos Herrera – guitarra (2001–2003)
- Cícero Rui – baixo (2001–2003)
- Rudrigo Abelardo – bateria (2000–2003)
- Geffson Freire – guitarra (1999–2002)
- Clécio Christian – baixo, vocais (1996–2001)
- Alexandre Brito Xandão – bateria (1997–2000)
- André Cardoso – guitarra (1997–1999)

## Discografia
Álbuns de estúdio
- After the Sun Hides (2001)
- ...And a Crow Brings Me Back (2009)
- Ravensong for the Ravenhearts (2014)
- From ashes  (2017)

EPs
- Tribute to Darkness (2004)
- Black (2006)
- Back (2007)
- Memories (2011)
- Nevermore (2012)
- Poisoned (2014)

Álbuns ao vivo
- Ao Vivo na Terra do Corvo (2000)

Demos
- October of 1998 (1999)
- Live Pieces at Kalimar (1999)